# Шопоту-Векі
Шопоту-Векі (рум. Șopotu Vechi) — село у повіті Караш-Северін в Румунії. Входить до складу комуни Далбошец.
Село розташоване на відстані 327 км на захід від Бухареста, 49 км на південь від Решиці, 116 км на південний схід від Тімішоари.

## Населення
За даними перепису населення 2002 року у селі проживали 758 осіб. Рідною мовою 757 осіб (99,9%) назвали румунську.
Національний склад населення села:
| Національність | Кількість осіб | Відсоток |
| -------------- | -------------- | -------- |
| румуни         | 753            | 99,3%    |
| серби          | 5              | 0,7%     |